# Juvelvingar
Juvelvingar (Lycaenidae) är en familj i underordningen dagfjärilar. Juvelvingarna är tämligen små, vanligen mellan 18 och 42 mm vingspann och har smala kroppar. Familjen omfattar över 6 000 arter.

## Utseende
Hanarna och honorna skiljer sig i att hanarna enbart går på två av de tre benparen; de främsta av hanarnas ben är klolösa och kortare än övriga. 
Juvelvingarna har vanligen ägg som är tillplattade och larver som till formen närmast påminner om en gråsugga. Många juvelvingelarver vårdas av myror som i gengäld för den sockerhaltiga vätska som larven producerar matar dem, eller till och med tar med dem hem till stacken och föder upp dem på bland annat sina egna larver. 

## Levnadssätt
Juvelvingar har normalt en lugn och gärna fladdrande flykt. Ofta flyger de korta turer från blomma till blomma.  Under natten och i molnigt väder vilar de. Flygtiden och antalet generationer varierar mellan arterna. Vingarna hålls sammanlagda upp och ut från kroppen, och den något spräckliga vingundersidan ger ett visst kamouflage och skydd. 
Vuxna juvelvingar lever av nektar som de suger från blommorna på olika örter. Sugsnabeln, på huvudets undersida, ger fjärilen möjlighet att nå in i djupa blommor och suga till sig nektar. Sugsnabeln gör att fjärilar är beroende av flytande föda.  

### Fortplantning
Parningen sker genom att hane och hona sammankopplar respektive könsdelar ytterst i bakkroppen. Under parningen utsöndrar hannen ett doftämne från vingarna, detta kan vara en mekanism för att påverka honans parningsvillighet. Om ett par störs under parningen, flyger vanligtvis hannen iväg, med honan hängande efter sig. Honor som har parat sig intar ofta en speciell ställning, där vingarna hålls ganska platt och utbredda, medan bakkroppen lyftes upp. Äggen placeras ett och ett på undersidan av värdväxtens blad, vid mittnerven. Kläckningstiden varierar.

### Larvstadiet
Larverna har, med sin tjocka hud, plana undersida och välvda översida, ett gråsuggelikt utseende.  Den visar inget försvarsbeteende.
Vissa arter av juvelvingar lever i symbios med myror. De utsöndrar då en sockerhaltig vätska åt myrorna som i gengäld vårdar dem. Larvens kroppstemperatur är mellan 35 och 38 grader C°. Vid lägre temperatur blir den inaktiv. Det krävs därför solig väderlek för att de ska kunna vara aktiva. Om det blir för varmt reglerar larven temperaturen genom att uppsöka skugga.

### Puppa
Juvelvingar har fullständig förvandling. De är holometabola insekter som genomgår en metamorfos som ett led i utvecklingen. Mellan larvstadiet och det vuxna stadiet finns ett puppstadium, en viloperiod, där fjärilens inre och yttre organ förändras. Larvens böjliga och mjuka kropp omvandlas till en puppa med ett hårt skal. När skalet är hårt börjar omvandlingen från larv till vuxnen fjäril (imago). De inre organen bryts i varierande grad ned till en cellmassa. En omorganisering sker och djuret byggs upp igen. I Norden övervintrar de som puppor.

## Systematik
Många auktoriteter inkluderar idag enbart underfamiljerna Lycaeninae, Theclinae, Polyommatinae, Poritiinae, Miletinae och Curetinae inom familjen Lycaenidae.
Underfamiljen Aphnaeinae behandlades tidigare som tribuset Aphnaeini inom underfamiljen Theclinae.
- Underfamilj Curetinae – förekommer i orientaliska och palearktiska regionen
  - Tribus Curetini
    - Curetis
- Underfamilj Miletinae – förekommer främst i Afrika, men även i orientaliska regionen. En art förekommer i nearktis.
  - Tribus Miletini
    - Allotinus
    - Lontalius
    - Miletus
    - Logania
    - Megalopalpus

  - Tribus Spalgini
    - Spalgis
    - Feniseca
    - Taraka – placeras ibland i det egna tribuset Tarakini
    - Tennenta

  - Tribus Lachnocnemini
    - Lachnocnema
    - Thestor

  - Tribus Liphyrini – behandlades tidigare som den egna underfamiljen Liphyrinae
    - Euliphyra
    - Aslauga
    - Liphyra
- Underfamilj Poritiinae – förekommer i orientaliska regionen och i tropiska Afrika
  - Tribus Poritiini
    - Cyaniriodes – placeras ibland i Lycaeninae
    - Poriskina
    - Poritia
    - Simiskina
    - Deramas

  - Tribus Liptenini - behandlas ibland som underfamiljen Lipteninae
    - Subtribus Pentilina
      - Alaena
      - Ptelina
      - Telipna
      - Liptenara
      - Pentila
      - Ornipholidotos
      - Torbenia

    - Subtribus Durbaniina
      - Durbania
      - Durbaniella
      - Durbaniopsis

    - Subtribus Mimacraeina
      - Cooksonia
      - Mimacraea
      - Mimeresia

    - Subtribus Liptenina
      - Pseuderesia
      - Teriomima
      - Euthecta
      - Baliochila
      - Cnodontes
      - Congdonia
      - Eresinopsides
      - Eresina
      - Toxochitona
      - Argyrocheila
      - Citrinophila
      - Liptena
      - Obania
      - Kakumia
      - Falcuna
      - Tetrarhanis
      - Larinopoda
      - Micropentila

    - Subtribus Epitolina 
      - Epitola
      - Cerautola
      - Geritola
      - Stempfferia
      - Cephetola
      - Deloneura
      - Batelusia
      - Tumerepedes
      - Pseudoneaveia
      - Neaveia
      - Epitolina
      - Hypophytala
      - Phytala
      - Neoepitola
      - Aethiopana
      - Hewitsonia
      - Powellana
      - Iridana
      - Teratoneura
- Underfamilj Aphnaeinae – förekommer i orientaliska regionen och i tropiska Afrika
  - Tribus Aphneini
    - Aloeides
    - Aphnaeus
    - Argyraspodes
    - Axiocerses
    - Cesa
    - Chloroselas
    - Chrysoritis
    - Cigaritis
    - Crudaria
    - Erikssonia
    - Lipaphnaeus
    - Phasis
    - Pseudaletis
    - Trimenia
    - Tylopaedia
    - Vansomerenia
    - Zeritis
- Underfamilj Theclinae – snabbvingar, förekommer över stora delar av världen
  - Tribus Amblypodiini
    - Amblypodia
    - Iraota
    - Myrina

  - Tribus Arhopalini
    - Apporasa
    - Arhopala
    - Flos
    - Keraunogramma
    - Mahathala
    - Mota
    - Ogyris
    - Semanga
    - Surendra
    - Thaduka
    - Zinaspa

  - Tribus Catapaecilmatini
    - Acupicta
    - Catapaecilma

  - Tribus Cheritrini
    - Ahmetia – placerades tidigare i Cowania
    - Cheritra
    - Cheritrella
    - Dapidodigma
    - Drupadia
    - Ritra
    - Ticherra

  - Tribus Deudorigini
    - Araotes
    - Artipe
    - Bindahara
    - Capys
    - Deudorix – inkluderar Actis, Hypokopelates och Virachola
    - Hypomyrina
    - Paradeudorix
    - Pilodeudorix – inkluderar Diopetes
    - Qinorapala
    - Rapala
    - Sinthusa
    - Sithon

  - Tribus Eumaeini – behandlas ibland som den egna underfamiljen Eumaeinae. Omfattar över 1000 arter som förekommer i den neotropiska regionen.
  - Tribus Horagini
    - Horaga
    - Rathinda

  - Tribus Hypolycaenini
    - Hemiolaus
    - Hypolycaena
    - Chliaria
    - Zeltus
    - Leptomyrina

  - Tribus Hypotheclini
    - Hypochlorosis
    - Hypothecla

  - Tribus Iolaini
  - Tribus Loxurini
  - Tribus Luciini
  - Tribus Oxylidini
    - Oxylides
    - Syrmoptera

  - Tribus Remelanini
  - Tribus Theclini
  - Tribus Tomarini
    - Tomares

  - Tribus Zesiini
- Underfamilj Lycaeninae – äkta juvelvingar, förekommer i holarktis
  - Tribus Heliophorini
    - Heliophorus
    - Iophanus
    - Melanolycaena

  - Tribus Lycaenini – guldvingar
    - Athamanthia
    - Gaeides – förs ofta till släktet Lycaena
    - Hyrcanana
    - Lycaena
    - Phoenicurusia
- Underfamilj Polyommatinae – förekommer över stora delar av världen
  - Tribus Candalidini
    - Candalides
    - Nesolycaena
    - Zetona

  - Tribus Lycaenesthini
    - Anthene
    - Cupidesthes

  - Tribus Niphandini
    - Niphanda

  - Tribus Polyommatini – för släkten, se blåvingar

Vissa äldre taxonomier inkluderade även andra underfamiljer som Liphyrinae (nu tribuset Liphyrini, inom underfamiljen Miletinae), Lipteninae (nu tribuset Liptenini, inom underfamiljen Poritiinae). Tidigare sorterades även metallmärken (Riodiniae) in i denna familj, men behandlas idag som en egen familj.